# Koniec agenta W4C
Koniec agenta W4C (czes.: Konec agenta W4C prostřednictvím psa pana Foustky) – czeska komedia w reż. Václava Vorlícka z roku 1967.

## Fabuła
Parodia filmów z Jamesem Bondem. Agent Cyril Borguette, działający pod kryptonimem W4C zostaje wysłany do Pragi, gdzie ma odnaleźć solniczkę, w której są ukryte mikrofilmy o wojskowych planach wykorzystania pomnika Wenus. W swojej misji posługuje się supernowoczesnym budzikiem (w nim jest ukryty nóż, rewolwer, płyn łzawiący, licznik Geigera i mała bomba atomowa).
O przyjeździe agenta W4C dowiaduje się czeski kontrwywiad. Z uwagi na to, że wszyscy agenci już mają przydzielone sprawy, do rozpracowania agenta zostaje skierowany księgowy Foustka. Nierozgarnięty Foustka, któremu towarzyszy jego pies Pajda pozbywa się najpierw agenta W4C (ginie od wybuchu własnej bomby), a następnie likwiduje sieć agentów działających w Pradze. W finale Foustka przekazuje zdobyte mikrofilmy swojemu zwierzchnikowi. Foustka zostaje uznany superagentem i otrzymuje kryptonim 13.

## Obsada
- Jan Kačer jako Cyril Borguette (agent W4C)
- Jiří Sovák jako Foustka
- Květa Fialová jako Alice
- Otto Šimánek jako wynalazca
- Jan Libicek jako rezydent
- Jiří Lír jako Stern
- Walter Taub jako szef
- Zdeněk Braunschläger jako agent
- Josef Hlinomaz jako agent
- Ivo Gubel jako agent
- Jaroslav Kepka jako agent
- Svatopluk Skládal jako agent
- Jirí Pleskot jako szef agentury
- Alena Kreuzmannová jako sekretarka